# غوينوك
غوينوك هي بلدة ومقاطعة تقع في محافظة بولو،تركيا.